# Непредикативність (математика)
Непредикативність визначення в математиці та логіці, нестрого кажучи, означає, що осмисленість визначення передбачає наявність визначуваного об'єкта. Приклад: об'єкт {\displaystyle x} визначається як такий елемент деякої множини, який задовольняє певному відношенню між ним і всіма елементами цієї множини (включно зі самим {\displaystyle x}). У деяких випадках непредикативне визначення може призвести до непорозумінь чи навіть суперечностей. Протилежне за змістом поняття — предикативність.
Для визначень формальною мовою «Математична енциклопедія» наводить строгий варіант:
| Властивість (точніше, мовний вираз, що виражає цю властивість) називають непредикативною, якщо вона містить пов'язану змінну, в область зміни якої потрапляє визначуваний об'єкт. Властивість називають предикативною, якщо вона не містить таких пов'язаних змінних. Немає загальновизнаного точного визначення непредикативності, різні джерела дають подібні, але різні визначення. Наприклад, зустрічається таке: визначення об'єкта X непредикативне, якщо воно або посилається на сам X, або (найчастіше) на множину {\displaystyle M}, що містить X; при цьому {\displaystyle M} виглядає закінченою, хоча це визначення може вплинути на її склад. |

## Приклади
Найвідоміший приклад непредикативної побудови — парадокс Рассела, в якому визначається сукупність усіх множин, що не містять самих себе. Парадокс полягає в тому, що визначена так множина внутрішньо суперечлива — вона одночасно і містить себе, і не містить. Наочний історичний варіант цього парадоксу — «парадокс цирульника»: визначення «житель села, який голить тих жителів цього села, які не голяться самі», є непредикативним, оскільки визначає жителя села, використовуючи його стосунки з усіма жителями села (а, отже, і з ним самим). Непредикативність виявляється і в інших парадоксах теорії множин.
До непредикативних формулювань часто відносять і парадокс всемогутності: «Чи може Бог створити камінь, який він не зможе підняти?». Тут використовується поняття «всемогутність», визначення якого внутрішньо суперечливе. Аналогічно влаштований «парадокс брехуна», в якому твердження заперечує саме себе.
У математиці існує, однак, чимала кількість часто використовуваних непредикативних визначень, які не створюють проблем і не мають простого предикативного варіанту. В класичному аналізі, наприклад, таким є визначення точної нижньої грані числової множини:
| Точною (найбільшою) нижньою гранню підмножини {\displaystyle X} впорядкованої множини {\displaystyle M} називають найбільший елемент {\displaystyle M}, який не перевищує всіх елементів множини {\displaystyle X}. |

Інший приклад загальноприйнятого і цілком безпечного непредикативного визначення в аналізі — визначення максимального значення функції на заданому інтервалі, оскільки значення залежить від усіх інших, включно зі самим собою.
Непредикативні конструкції використовує доведення знаменитої теореми Геделя про неповноту: побудована в результаті «нерозв'язна формула» стверджує недоказовість самої себе.
Нарешті, в логіці та інформатиці існують рекурсивні визначення та рекурсивні алгоритми, в яких закладено непредикативність, тобто, вона є їхньою невід'ємною складовою.

## Історія
Терміни «предикативний» і «непредикативний» були введено в статті Рассела (1907), хоча сенс терміна тоді був дещо іншим. Як небезпечне хибне коло непредикативні визначення засудив Анрі Пуанкаре (1905—1906, 1908), він вважав їх головним джерелом парадоксів у теорії множин. Рассел підтримав цю оцінку і в своїй монографії «Principia Mathematica» вжив заходів щодо недопущення непредикативності (теорія типів та «аксіома звідності»). Герман Вейль у своїй книзі «Das Kontinuum» виклав філософську позицію, яку часто називають «предикативізм».
Ернст Цермело 1908 року виступив із запереченнями проти надмірно радикального підходу і навів два приклади цілком нешкідливих непредикативних визначень, які часто використовують у аналізі. Герман Вейль спробував знайти предикативний аналог визначення найменшої верхньої грані, але успіху не досяг. Відтоді ніхто так і не зміг побудувати аналіз у повному обсязі на строго предикативній основі.